# Наход
На́ход (чеш. Náchod) — город в Чехии в Краловеградецком крае, административный центр одноимённого района.
Наход (немецкий Восток) — город в Краловеградецкой области в туристическом регионе Клодской границы на северо-востоке Чехии. Он был основан в середине 13 века рыцарем Хронем из рода Нарадицев. Он основал замок в стратегическом месте, где земная тропа сужается до перевала под названием Бранка. Первое письменное упоминание датируется 1254 годом. Здесь проживает около 20 тысяч жителей.
Название возникло из-за того, что через Наход был путь в Силезию и Германию (с 1945 года в Польшу). Пограничный переход Наход-Беловес расположен на главной трассе Прага-Варшава (дорога E67). Через него проходит река Метуе. Исторический центр города-городская мемориальная зона. Из-за закрытия спа-центра Běloves в настоящее время (2013) является единственным чешским курортным городом без функционирующих курортов. Ранее он также был крупным текстильным центром («Манчестер Востока»).

## История
Город выводит свою историю от Находского замка, построенного рыцарем Гроном из Начерадиц в середине XIII века на стратегически важном пути, по которому проходила дорога из Чехии в Польшу. Название Наход впервые документирована в письменных источниках в 1254 году и было создано как обозначение места, через которое походит путь.
Предшественником города была рыночная деревня на месте современного Старого города, значение которой задокументировано кладбищенской церковью Святого Иоанна Крестителя 13 века. С начала 14 века город Наход был защищен стенами, на которых последовали две линии стен, простирающихся до замка. Примерно в это же время появились два самых важных места горный пригород и региона перед обоими воротами.
На протяжении веков владельцы замка чередовались-среди них король Иоанн Люксембургский и с 1437 года из рода сиротчи гетман Ян Колда II. из Жампаху. Существенные изменения произошли и по внешнему виду замка. Из первоначального укрепления в самой высокой точке шпоры он превратился в большой фортификационный блок.

## Деление города
Наход в настоящее время состоит из 10 частей:
- Баби
- Беловес
- Бажец
- Доброшов
- Йижбице
- Липи
- Мале Поржичи
- Наход
- Павлишов
- Старый Город над Метуи

Ранее в городе также были отдельные поселки Крамолна и Высоков.
Далее по течению Метуи к Старому городу встречается деревня Бражец. Здесь в очистных сооружениях начинается глубокая долина, значительная часть которой была объявлена в 1997 году природным заповедником.
В Пекле находится остановка сезонного автобуса в направлении Нового города над Метуи. Из Пекла можно пойти вдоль левостороннего притока реки Метуи, реки по имени Олесенка. Ещё глубже и более закрытая долина приведет нас в Долу, часть деревни Новый Градек.

## Административная территория
Наход ранее был районным городом, в настоящее время он является муниципалитетом с расширенными полномочиями. Район Наход состоит из 78 муниципалитетов, ОРП из 36 муниципалитетов.

## Население
| Год  | Численность | Численность |
| ---- | ----------- | ----------- |
| 1869 | 6757        | [ 7 ]       |
| 1880 | 7057        | [ 7 ]       |
| 1890 | 10 481      | [ 7 ]       |
| 1900 | 15 138      | [ 7 ]       |
| 1910 | 18 302      | [ 7 ]       |
| 1921 | 16 807      | [ 7 ]       |
| 1930 | 18 535      | [ 7 ]       |
| 1950 | 17 731      | [ 3 ]       |
| 1961 | 17 792      | [ 3 ]       |
| 1970 | 18 783      | [ 3 ]       |
| 1980 | 19 892      | [ 3 ]       |
| 1991 | 20 712      | [ 3 ]       |
| 2001 | 21 400      | [ 7 ]       |
| 2014 | 20 417      | [ 8 ]       |
| 2016 | 20 267      | [ 9 ]       |
| 2017 | 20 149      | [ 10 ]      |
| 2018 | 20 132      | [ 11 ]      |
| 2019 | 19 979      | [ 12 ]      |
| 2020 | 19 897      | [ 13 ]      |
| 2021 | 19 688      | [ 14 ]      |
| 2022 | 19 220      | [ 15 ]      |
| 2023 | 19 936      | [ 16 ]      |
| 2024 | 20 036      | [ 17 ]      |
| 2025 | 19 827      | [ 5 ]       |

Согласно переписи 1921 года, в 779 домах проживало 10 825 человек, из которых было 5 863 женщины. 10 510 жителей сообщили, что они чехословацкой национальности, 151 к немецкой и 94 еврейской. Здесь жили 5 157 римских католиков, 281 евангелистов, 3 249 членов гусинской чехословацкой церкви и 362 евреев. Согласно переписи 1930, здесь проживало 11 811 жителей. 11 381 жителей сообщили, что они чехословацкой национальности и 248 к немецкой. Жили 5 166 римских католиков, 323 евангелиста, 4 168 членов Церкви чехословацкой гуситской и 283 евреев.

## Наход в культуре

### Изобразительное искусство
С 1902 года на Находе работал преподавательский состав Коменского, который организовал первую выставку скульптур и картин на местном Реале. Он основал организацию регулярных выставок студенческого общества. В 1909 году городской совет принял решение о создании Театра, за отелем «Баранек». В конечном итоге город приобрел и соседний отель Letzel и принял решение о строительстве совершенно нового здания Городского театра. По проекту известного архитектора Алоиса Чанского (проектировал Театр на Виноградах, народный дом на Смихове). Театр был завершен в 1914 году, и в нём также была выставочная галерея.
После войны картинная галерея стала частью Городского музея и часть коллекции, которую удалось восстановит. С 1963 года коллекции были частью краеведческого музея и галереи изобразительного искусства в Находе. Коллекции районной галереи были преобразованы в недавно созданную галерею изобразительного искусства в Находе в 1966 году.

### Фильмы
В 1976 году здесь снимали фильма Душана Kleina криминальный фильм «Случай мертвых одноклассников» и Наход был показан по сценарию, как Костелец.
Весной 2009 года в Находе появился ещё один чешский фильм под названием Památnice.
Находский особняк упоминается в одноимённой народной песне.

## Известные уроженцы
- Шустрова, Божена (1915—2008) — чешская и чехословацкая актриса театра и кино, певица.

## Города-побратимы
- Уоррингтон, Великобритания
- Хальберштадт, Германия